# Făgetul Clujului
Făgetul Clujului este o arie protejată de interes național ce corespunde categoriei a IV-a IUCN (rezervație naturală de tip mixt), situată în județul Cluj, pe teritoriul administrativ al municipiului Cluj Napoca.
Rezervația naturală aflată în partea sudică a Clujului are o suprafață de 10 ha, și reprezintă o arie împădurită cu arborete de fag (Fagus sylvatica) și gorun (Quercus petraea), în amestec cu stejar (Quercus robur) și carpen (Carpinus betulus), cu o deosebită importanță floristică, faunistică și peisagistică din județul Cluj.